# غيل آن هيرد
غيل آن هيرد(Gale Anne Hurd)، ولدت 25 أكتوبر 1955 في لوس انجليس (كاليفورنيا، الولايات المتحدة الأمريكية) هي المنتجة الأميركية.
الحياة الزوجية:
تزوجت في عام 1985 من المخرج جيمس كاميرون ،وطلقت في عام 1989.
تزوجا 20 يوليو 1991 لدي براين دي بالما،طلق في عام 1993.
متزوج منذ 19 يونيو، 1995 إلى المخرج جوناثان Hensleigh.
[FilmDvdrip.Com]

## وصلات خارجية
- غيل آن هيرد على موقع IMDb (الإنجليزية)
- غيل آن هيرد على موقع ألو سيني (الفرنسية)
- غيل آن هيرد على موقع أول موفي (الإنجليزية)
- غيل آن هيرد على موقع بوكس أوفيس موجو (الإنجليزية)
- غيل آن هيرد على موقع قاعدة بيانات الأفلام السويدية (السويدية)
- غيل آن هيرد على موقع قاعدة بيانات الفيلم (الإنجليزية)
- غيل آن هيرد على موقع كينوبويسك (الروسية)